# Réécriture (littérature)
Pour les articles homonymes, voir Réécriture.
 (avril 2023).
Si vous disposez d'ouvrages ou d'articles de référence ou si vous connaissez des sites web de qualité traitant du thème abordé ici, merci de compléter l'article en donnant les références utiles à sa vérifiabilité et en les liant à la section « Notes et références ».
On peut considérer plusieurs types de réécritures ou rewriting (anglicisme) :
- la correction / l'amélioration :
  - la reprise d'un brouillon par exemple, soit pour en améliorer le fond du contenu, soit pour corriger ou vérifier la syntaxe ou le style. Il faut noter l'importante différence sémantique qu'il y a entre amélioration et correction ;
- l'intertextualité (lien établi par le lecteur entre le texte lu et un autre texte) :
  - la citation ;
  - l'allusion littéraire : renvoi implicite ou non à une autre œuvre littéraire ;
  - la variation, qui est un phénomène de transposition (faire référence à un autre énoncé en reprenant des tournures identifiables d'après les compétences culturelles/littéraires des lecteurs) ;
  - le plagiat ;
  - la reprise d'un mythe ;
- l'imitation :
  - la parodie : reprise caricaturale et comique ;
  - le pastiche : imitation du style d'un auteur ;
- la translation :
  - la traduction : passer d'une langue à une autre ;
  - l'adaptation : passer d'un genre à un autre ;
  - la transcription : passer d'un registre de langue à un autre ;
- la réécriture journalistique et éditoriale :
  - un article de presse a été, normalement, relu et partiellement réécrit par son auteur lui-même avant diffusion. De même pour un ouvrage littéraire. Ce travail exige la maîtrise des techniques d'écriture.